# Urkund

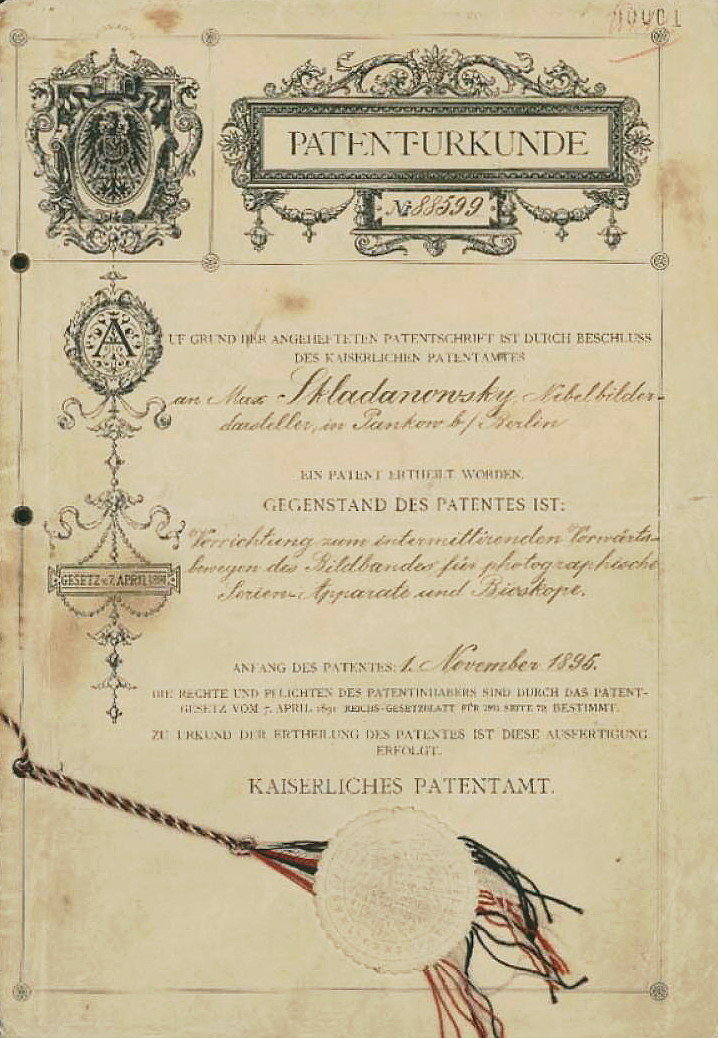
Tysk "Patent-Urkunde", 1895.

Urkund (från tyska Urkunde, fornhögtyska urchundi = kännedom, kunskap), egentligen en av myndighet eller enskild person till kännedom (ty. zu urkund) eller bestyrkande av en sak utfärdad skrift, till exempel kungligt brev, fördrag, domstolsutslag, grundläggande handling för ett bolag eller inrättning ("stiftelseurkund"), kontrakt, gåvobrev, testamente; i allmänhet källskrift. 
I Sverige är den äldsta kända bevarade urkunden från 1160-talet i form av ett brev från Ärkebiskop Stefan till en kvinna vid namn Doter och hennes son Gere angående en förlikning om jord donerad till Viby kloster. Urkunden finns bevarad i Riksarkivet. 
Ofta definieras ordet (egentligen alltför snävt) som en kortfattad handling skriven på ett enda blad (av pergament eller papper), en definition, som i viss mån kan godtas i fråga om medeltida urkunder. I äldre svenska är "urkundslära" detsamma som diplomatik.
Den som förfalskar en urkund kan dömas för urkundsförfalskning. Enligt 14 kap. 1 § 2 st. brottsbalken skall i detta avseende följande handlingar anses som urkunder: protokoll, kontrakt, skuldebrev, intyg och annan handling, som upprättats till bevis eller på annat vis är av betydelse såsom bevis, samt även legitimationskort, biljett och dylikt bevismärke.